# Вагапов, Ядкар Сахапович
Ядкар Сахапович Вагапов (тат. Ядкарь Сәхап улы Ваһапов; 15 октября 1929, Урмышла, Бугульминский кантон, Автономная Татарская ССР, РСФСР, СССР — 1 марта 1981, Тюмень, Тюменская область, РСФСР, СССР) — вышкомонтажник Шаимской конторы разведочного бурения треста «Тюменнефтегазразведка» Главтюменнефтегаза Министерства нефтяной промышленности СССР, Ханты-Мансийский национальный округ, Герой Социалистического Труда (30.03.1971).

## Биография
Родился 15 октября 1929 года в селе Урмышла Бугульминского кантона Автономной Татарской ССР (ныне — Лениногорского района Республики Татарстан). Татарин.
В 1950—1958 годах — плотник конторы бурения № 2, плотник вышкомонтажной конторы, плотник-вышкомонтажник треста «Татбурнефть», плотник вышкомонтажной конторы треста «Бугульманефтегазразведка». В 1958—1964 годах — бригадир вышкомонтажной конторы треста «Татбурнефть». Награждён орденом «Знак Почёта» за успешное освоение невтяных месторождений в Татарской АССР.
В 1964—1974 годах — вышкомонтажник Шаимской конторы бурения, Нижневартовской вышкомонтажной конторы, старший инженер-технолог РИТС Нижневартовского вышкомонтажного управления № 1 Главтюменнефтегаза. 
23 мая 1966 года за успешное выполнение заданий семилетнего плана по добыче нефти и заслуги в развитии нефтедобывающей промышленности по Тюменской области награждён орденом Ленина.
Досрочно выполнил личные социалистические обязательства и плановые задания Восьмой пятилетки (1966—1970). 30 марта 1971 года Указом Президиума Верховного Совета СССР удостоен звания Героя Социалистического Труда «за выдающиеся заслуги в выполнении заданий пятилетнего плана по добыче нефти и достижение высоких технико-экономических показателей в работе» с вручением золотой медали Серп и Молот и ордена Ленина.
В 1973 году со своей бригадой при плане 74 соорудил 126 буровых. С 1974 года — прораб, затем старший инженер-технолог Нижневартовского вышкомонтажного управления № 1 Главтюменнефтегаза.
Скончался 1 марта 1981 года в Тюмени. Похоронен на Червишевском кладбище.